# Edward Gurney
Pour les articles homonymes, voir Gurney.
Edward John Gurney (Portland 12 janvier 1914 - Winter Park 14 mai 1996) était un homme politique américain. Il a été représentant républicain (1963-1969) puis sénateur de Floride (1969-1974) et membre de la Commission sénatoriale sur le Watergate.